# Pteris shimenensis
Pteris shimenensis là một loài dương xỉ trong họ Pteridaceae. Loài này được C.M. Zhang mô tả khoa học đầu tiên năm 1995.
Danh pháp khoa học của loài này chưa được làm sáng tỏ. 